# یونایتد استیتس لاینز
یونایتد استیتس لاینز (انگلیسی: United States Lines) شرکت کشتیرانی آمریکایی است، که در سال ۱۹۲۱ توسط آورل هریمن تأسیس شد.